# Guy Hernandez
Guy Hernandez   (Casablanca, 29 de novembre de 1927 - Annecy, 22 d'octubre de 2020) fou un saltador francès que va competir que va competir durant la dècada de 1940.
El 1948 va prendre part en els Jocs Olímpics d'Estiu de Londres, on disputà dues proves del programa de salts. En ambdues, palanca de 10 metres i trampolí de 3 metres, fou vintè.
En el seu palmarès destaca una medalla de plata en la prova de trampolí de 3 metres del Campionat d'Europa de natació de 1950.